# Quyền LGBT ở Rwanda
Quyền đồng tính nữ, đồng tính nam, song tính và chuyển giới ở Rwanda phải đối mặt với những thách thức pháp lý mà những người không phải là người LGBT không gặp phải. Mặc dù đồng tính luyến ái và hành vi đồng tính là bất hợp pháp, đồng tính luyến ái được coi là một chủ đề cấm kỵ, và không có thảo luận công khai nào về vấn đề này ở bất kỳ khu vực nào của đất nước. Không có biện pháp bảo vệ lập pháp đặc biệt nào dành cho công dân LGBT, và hôn nhân đồng giới không được nhà nước công nhận, vì Hiến pháp Rwanda quy định rằng "[o] hôn nhân một vợ một cách dân sự giữa một người đàn ông và một người phụ nữ được công nhận". LGBT Rwandans đã báo cáo bị quấy rối, tống tiền và thậm chí bị cảnh sát bắt giữ theo nhiều luật khác nhau liên quan đến trật tự và đạo đức công cộng.
Mặc dù vậy, Rwanda được coi là một nhà lãnh đạo trong tiến trình về quyền con người cho người LGBT ở Đông Phi. Rwanda là một bên ký kết Tuyên bố chung của Liên Hợp Quốc lên án bạo lực đối với người LGBT, là một trong số ít các quốc gia duy nhất ở Châu Phi tài trợ cho tuyên bố, và trái ngược hoàn toàn với hàng xóm Uganda, Tanzania và Burundi.

## Bảng tóm tắt
| Hoạt động tình dục đồng giới hợp pháp                                   | Yes                         |
| Độ tuổi đồng ý                                                          | [ 6 ]                       |
| Luật chống phân biệt đối xử trong ngôn từ kích động thù địch và bạo lực | No                          |
| Luật chống phân biệt đối xử trong việc làm                              | No                          |
| Luật chống phân biệt đối xử trong việc cung cấp hàng hóa và dịch vụ     | No                          |
| Hôn nhân đồng giới                                                      | (Hiến pháp cấm từ năm 2003) |
| Công nhận các cặp đồng giới                                             | No                          |
| Con nuôi của các cặp vợ chồng đồng giới                                 | No                          |
| Con nuôi chung của các cặp đồng giới                                    | No                          |
| Người LGBT được phép phục vụ công khai trong quân đội                   | No                          |
| Quyền thay đổi giới tính hợp pháp                                       | No                          |
| Truy cập IVF cho đồng tính nữ                                           | No                          |
| Mang thai hộ thương mại cho các cặp đồng tính nam                       | No                          |
| NQHN được phép hiến máu                                                 | No                          |